# Joe South
Joe South (urodził się jako Joseph Alfred Souter, 28 lutego 1940 w Atlancie, zm. 5 września 2012 we Flowery Branch) – amerykański wokalista, gitarzysta i autor tekstów, wyróżniony Nagrodą Grammy.

## Kariera
Piosenkarz i kompozytor Joe South rozpoczął karierę jako muzyk country występując w radiu w Atlancie i dołączając do zespołu Pete Drake’a w roku 1957.
Następnego roku nagrał oryginalny singiel The Purple People Eater Meets the Witch Doctor i został muzykiem sesyjnym w Nashville w Tennessee i w Muscle Shoals w Alabamie. South pojawiał się na płytach Marty Robbinsa, Eddy’ego Arnolda, Arethy Franklin, Wilsona Picketta, Boba Dylana (Blonde on Blonde) i duetu Simon and Garfunkel (The Sounds of Silence).
W latach 60 South zaczął pracować nad pisaniem swoich piosenek, między innymi doskonałym hitem dla Billy’ego Joe Royala (Hush, lepiej znanym z wykonania zespołu Deep Purple) i kilku innych, np. Down in the Boondocks.
W roku 1968 South nagrał swoją własną piosenkę „Games People Play”, która stała się hitem, i w następnym roku zdobyła Nagrodę Grammy.
Po samobójczej śmierci brata w 1971 South wyruszył do Maui i żył w dżungli. W utworze I’m a Star pokazał swój drapieżny charakter, był uzależniony od leków i nigdy nie grał całkowicie odprężony, podczas koncertów znany był z antagonistycznej postawy do widowni. W roku 1975 powrócił na rynek z longplayem Midnight Rainbows, ale wkrótce ponownie przestał nagrywać. Na scenę powrócił znowu w roku 1994 aby wziąć udział w londyńskim koncercie lansującym południowo-amerykańskich wykonawców i od tej chwili zajął się działalnością produkcyjną i wydawniczą muzyki.

## Dyskografia
- 1968 Introspect (Capitol)
- 1969 Games People Play (Capitol)
- 1969 Don’t It Make You Want to Go Home (Capitol)
- 1970 Greatest Hits (Capitol)
- 1971 Joe South (Capitol)
- 1971 Joe South Story (Mine Records/MGM)
- 1971 So the Seeds Are Growing (Capitol)
- 1972 A Look Inside (Capitol)
- 1975 Midnight Rainbows (Island)
- 1976 You’re the Reason (Nashville/Gusto Records)
- 1990 The Best of Joe South (Rhino Records/CEMA Special Products)
- 1999 Retrospect: The Best of Joe South (Koch Records/EMI-Capitol Special Products)
- 2001 Anthology: A Mirror of His Mind – Hits and Highlights 1968–1975 (Raven)
- 2002 Classic Masters (Capitol)
- 2003 Introspect / Don’t It Make You Want To Go Home (re-issue) (Raven)
- 2006 Games People Play / Joe South (re-issue) (Raven)